# Proszków Śląski
Proszków Śląski – zamknięty w sierpniu 1989 roku przystanek osobowy w Proszkowie, w gminie Środa Śląska, w powiecie średzkim, w województwie dolnośląskim, w Polsce. Został otwarty w dniu 1 września 1895 roku.